# Alexander Cartellieri
Alexander Cartellieri, född 19 juni 1867 och död 16 januari 1955, var en tysk historiker, bror till historikern Otto Cartellieri.
Cartellieri blev professor i Jena 1902. Han ägade sig främst åt 1100- och 1200-talen i sina studier. Bland hans verk på detta område märks främst Philipp II August (4 band 1899-1922). 
Av hans verk rörande senare tid kan nämnas Geschichte der neueren Revolutionen, 1642-1871 (1921). 1927 började Cartellieri utge det stort anlagad verket Weltgeschichte als Machtgeschichte.